# Hear 'n Aid
Hear'n Aid е благотворителен запис, записан от голям състав от 40 хевиметъл музиканти и издаден през 1986 г. Проектът е организиран от Рони Джеймс Дио, Джими Бейн и Вивиан Кемпбъл, всички от групата Дио. Приходите от албума са използвани за набиране на над 3 милиона долара за подпомагане на гладуващи в Африка.
40-те музиканти са събрани от Дио и записват сингъла „Stars“ заедно; останалата част от албума е запълнена с осем други песни, няколко от които са предоставени от изпълнители, които са на турне и не могат да присъстват и да участват в масовата записна сесия. Издадено е и музикално видео, създадено по време на записите.

## Пускане на пазара и приемане
Дио първоначално възнамерява сингълът и албумът да бъдат пуснати скоро след записването им, но договорни проблеми с звукозаписните компании на различните изпълнители забавят издаването до 26 май 1986 г., което донякъде намалява въздействието от издаването им.
Сборният албум, озаглавен Hear 'n Aid (или алтернативно появяващ се като Hear 'n Aid (An All-Star Album For Famine Relief)), е оглавен от „Stars“ и включва също песни на живо от Кис, Моторхед, Дио, Аксепт, Ръш, Скорпиънс, както и „Go for the Throat“ от Y&T и студиен запис от Джими Хендрикс. Издаден е във винилов и в касетен формат.
Сингълът „Stars“ е издаден на винил в 7" и 12" версии. Гърбът на обложката на сингъла съдържа следното описание: „На 20 и 21 май 1985 г. 40 артисти от общността на хардрока се събраха в A&M Records Studios, за да участват в създаването на запис, наречен „Stars“, като част от много специален проект, известен като Hear 'N Aid. Сингълът „Stars“, заедно с албума, документален видеофилм за създаването на записа и други допълнителни продукти ще съберат пари за усилията по облекчаване на глада в Африка и по света. 40 артисти и стотици доброволци дариха времето и таланта си в продължение на четири месеца, за да превърнат Hear 'N Aid в реалност. „Stars“ е призив за единство в борбата срещу глада по света.“
Следната информация за издадения компактдиск се нуждае от проверка, тъй като Уенди Дио посочва още през 2011 г., че записът е бил издаван само на винил и на касета.
| „ | Албумът Hear 'n Aid е издаден в CD формат в САЩ през май 1994 г. (Mercury/Phonogram 826-044-2 (САЩ, CD Reissue, 5/94). Allmusic се позовава на преиздание на CD на 13 юни 2000 г. с каталожен номер PolyGram #4218. Kissmonster се позовава на преиздание на CD: японски внос Vertigo PHCR-4218 (Япония, преиздание на CD, 11/94). | “ |

Проектът издава също и 30-минутен документален домашен видеофилм на Sony, Hear 'n Aid: The Sessions, който е заснет по време на записите и пуснат във формати VHS и Video8. Задната корица на документалния филм съдържа следното описание:
| „ | „Hear 'N Aid: The Sessions“ документира създаването на запис, много специален запис, наречен „Stars“, който ще събере пари за подпомагане на гладуващи. Това е пътешествие зад кулисите на процеса по създаване на рок записи, от основните писти, през вокалните сола и хоровете, до изпълненията на 11 звездни китаристи, които формират едно китарно соло. 40 изпълнители от общността на хардрока и стотици доброволци дариха времето и таланта си в продължение на четири месеца, за да превърнат Hear 'N Aid в реалност. „Stars“ е призив за единство в борбата срещу глада по света. | “ |

Сингълът „Stars“ достига номер 26 в класацията за сингли в Обединеното кралство през април 1986 г. Музикалният видеоклип към „Stars“ получава умерено излъчване в Heavy Metal Mania на MTV и след това в заместилата я MTV програма Headbangers Ball. По време на периода на висока популярност на MySpace, в профила на Рони Джеймс Дио там пише, че проектът е събрал 1 милион долара за една година. В статия от 2017 г., написана за сп. Classic Rock, съпругата и мениджър на Рони, Уенди Дио, оценява общата събрана сума на проекта на над 3 милиона долара.
На 31 май 2004 г. VH1 излъчва в продължение на пет вечери специален документален филм, озаглавен „100-те най-метълски моменти“, разказан от Дий Снайдър. В заключителната част Hear 'n Aid е класиран като „Най-метълски момент номер 1“.

## История
Във видеозапис от интервю, направен по време на събитието, Рони разказва, че докато участват в 48-часова благотворителна „радиотон“ (радио маратон) кампания в радиостанция KLOS, членовете на група Дио Джими Бейн и Вивиан Кембъл отбелязват, че хардрок и хевиметъл звездите са слабо представени. В светлината на успеха на „Do They Know It's Christmas?“ на Band Aid и „We Are the World“ на USA for Africa, те предават идеята на Рони Джеймс Дио, който също участва в радиотона, и те заедно решават да създадат подобен проект, изграден изключително около артисти от хардрок/хевиметъл сцената. Тримата заедно написват песента „Stars“.
Песента „Stars“ е записана на 20 и 21 май 1985 г., като първата сесия е в Sound City Studios и след това за втората сесия се преместват в студио А на A&M Studios, където е записана We Are The World. Тя е редактирана и смесена в Rumbo Recorders и мастерирана в Artisan Sound.
За проекта допринасят Тед Нюджънт, Ингви Малмстийн, Томи Олдридж и членове на Дио, Джудас Прийст, Айрън Мейдън, Куайът Райът, Дон Докен, Мотли Крю, Туистед Систър, Куинзрайк, Блу Ойстър Кълт, Ванила Фъдж, Y&T, Ръф Кът, Джуфрия, Джърни, У.А.С.П. и Найт Рейнджър, както и пародийната група Спайнал Тап. Водещите вокали са споделени между Рони Джеймс Дио, Роб Халфорд, Кевин Дъбрау, Ерик Блум, Джеф Тейт, Дейв Меникети, Дон Докен и Пол Шортино. Вивиан Кембъл, Карлос Кавацо, Бък Дарма, Брад Гилис, Крейг Голди, Джордж Линч, Ингви Малмстийн, Еди Охеда и Нийл Шон добавят китарни сола. Дейв Мъри и Ейдриън Смит от Айрън Мейдън са по средата на тяхното „Световно робско турне“ по това време и долитат, за да присъстват на основната сесия.

## Неправителствена организацияс нестопанска цел „Hear 'n Aid“
Преди издаването на албума и като показател за техния бизнес нюх и ангажираност към успеха на проекта, Рони, Джими и Вивиан създават Hear 'n Aid като пълноправна организация с нестопанска цел (вероятно за да избегнат грешки и клопки, срещани при предишни усилия за помощ на Африка). „Hear 'n Aid трябваше да бъде организация с нестопанска цел... Трябваше да създадем борд на директорите, четиринадесет души, и всички решения трябваше да се вземат от борда. Моята роля беше да получим лиценз.“ – Уенди Дио Статията в сп. Classic Rock също така разкрива, че ръководителите на проекта и участниците са били наясно, че средствата, събирани при подобни събития, като например Band Aid, са били пропилявани поради правителствена корупция, както и са страдали от обща дезорганизация, която е довела до неща като „гниеща по доковете храна“ – Пол Шортино (вокалист на Ръф Кът). Средствата, събрани чрез проекта Hear 'n Aid, вместо това са използвани за закупуване и изпращане на селскостопански машини.
Калифорнийският учредителен акт за HEAR 'N AID, INC. C1364527 като 501 (c)(3) с нестопанска цел е подписан в Лос Анджелис, Калифорния на 10 декември 1985 г. и е подаден на 4 февруари 1986 г. Първоначалните 11 директори включват съпругата на Рони – Уенди Дио от Niji Management, Къртис Дийн Лорейн c/o Current Productions, Пол Нюман от Tasco Video, Мартин Х. Рогол c/o USA For Africa, Мичон С. Станко от W3 Public Relations, Патриша А. Уикър от Niji Management, Майкъл Т. Брокау от Kragan & Company, Джеймс Стюарт Бейн от Niji Management, Вивиан Патрик Кембъл от Niji Management, Рони Джеймс Дио от Niji Management и Шарън Уайз от W3 Public Relations. Тези 11 директори също са кредитирани в IMDb като изпълняващи различни длъжности в документалния филм Hear 'n Aid: The Sessions.
Организацията с нестопанска цел, включваща всичките 11 първоначални директори, е закрита, активите са разпределени и е разпусната на 21 юни 1991 г.
| Уенди Дио       | борд на директорите, консултант                           |
| Кърт Лорейн     | транспортен координатор, борд на директорите              |
| Пол Нюман       | изпълнителен продуцент                                    |
| Марти Рогол     | борд на директорите                                       |
| Мишон Станко    | борд на директорите, асистент по продукцията              |
| Пати Уикър      | борд на директорите, асистент по продукцията              |
| Майкъл Брокоу   | борд на директорите, консултант                           |
| Джими Бейн      | борд на директорите                                       |
| Вивиан Кембъл   | борд на директорите                                       |
| Рони Джеймс Дио | борд на директорите                                       |
| Шарън Уайз      | борд на директорите, консултант, координатор на талантите |

## Траклист

### Stars
| Ерик Блум       | Blue Öyster Cult |
| Рони Джеймс Дио | Dio              |
| Дон Докен       | The Dokken       |
| Кевин Дъбрау    | Quiet Riot       |
| Роб Халфорд     | Judas Priest     |
| Дейв Меникети   | Y&T              |
| Пол Шортино     | Rough Cutt       |
| Джеф Тейт       | Queensrÿche      |

| Томи Олдридж    | Ozzy Osbourne             |
| Дейв Алфорд     | Rough Cutt                |
| Кармин Апис     | Vanilla Fudge, King Kobra |
| Вини Апис       | Dio                       |
| Джими Бейн      | Dio                       |
| Франки Банали   | Quiet Riot                |
| Мик Браун       | Doken                     |
| Вивиан Кембъл   | Dio                       |
| Карлос Кавазо   | Quiet Riot                |
| Амир Дерак      | Rough Cutt                |
| Бък Дхарма      | Blue Öyster Cult          |
| Брад Гилис      | Night Ranger              |
| Крейг Голди     | Giuffria                  |
| Крис Хейгър     | Rough Cutt                |
| Крис Холмс      | WASP                      |
| Блеки Лоулес    | WASP                      |
| Джордж Линч     | The Doc                   |
| Ингви Малмстийн |                           |
| Мик Марс        | Mötley Crüe               |
| Майкъл МакКийн  | Spinal Tap                |
| Винс Нийл       | Mötley Crüe               |
| Тед Нюджънт     |                           |
| Еди Охеда       | Twisted Sister            |
| Джеф Пилсън     | The Doc                   |
| Руди Сарзо      | Quiet Riot                |
| Клод Шнел       | Dio                       |
| Нийл Шон        | Journey                   |
| Хари Шиърър     | Spinal Tap                |
| Марк Стайн      | Vanilla Fudge             |
| Мат Тор         | Rough Cutt                |

| Крейг Голди     | Giuffria         |
| Еди Охеда       | Twisted Sister   |
| Вивиан Кембъл   | Dio              |
| Брад Гилис      | Night Ranger     |
| Нийл Шон        | Journey          |
| Джордж Линч     | The Doc          |
| Ингви Малмстийн |                  |
| Вивиан Кемпбъл  | Dio              |
| Джордж Линч     | The Doc          |
| Карлос Кавазо   | Quiet Riot       |
| Брад Гилис      | Night Ranger     |
| Бък Дхарма      | Blue Öyster Cult |
| Дейв Мъри       | Iron Maiden      |
| Ейдриън Смит    | Iron Maiden      |
| Джими Бейн      | Dio              |
| Вини Апис       | Dio              |
| Франки Банали   | Quiet Riot       |
| Клод Шнел       | Dio              |

### Up to the Limit
| Удо Диркшнайдер | вокал  |
| Волф Хофман     | китара |
| Йорг Фишър      | китара |
| Петер Балтс     | бас    |
| Стефан Кауфман  | ударни |

### On the Road
| Леми Килмистър          | вокал, бас   |
| Фил „Визо“ Кембъл       | ритъм китара |
| Майкъл „Вюрцел“ Бърстън | соло китара  |
| Пийт Гил                | ударни       |

### Distant Early Warning
| Геди Лий      | бас и ритъм китара, вокали, синтезатори и синтезатор за бас педали |
| Алекс Лайфсън | електрически и акустични китари и синтезатор за бас педали         |
| Нийл Пърт     | ударни и перкусии                                                  |

### Heaven's on Fire
| Пол Стенли   | ритъм китара, главни вокали |
| Джийн Симънс | бас китара, главни вокали   |
| Ерик Кар     | ударни, беквокали           |
| Брус Кулик   | водеща китара               |

### Can You See Me
| Джими Хендрикс | китара, главни вокали - |
| Ноел Рединг    | бас китара -            |
| Мич Мичъл      | ударни                  |

### Hungry for Heaven
| Рони Джеймс Дио | вокали     |
| Вивиан Кемпбъл  | китара     |
| Джими Бейн      | бас китара |
| Вини Апис       | ударни     |

### Go for the Throat
| Дейв Меникети | водещ вокал, водеща китара |
| Джоуи Алвес   | ритъм китара, беквокали    |
| Фил Кенемор   | бас китара, беквокали      |
| Леонард Хейз  | ударни, беквокали          |

### The Zoo
| Клаус Майне     | водещи вокали                           |
| Матиас Ябс      | водеща китара, гласова кутия, беквокали |
| Рудолф Шенкер   | ритъм китара, беквокали                 |
| Франсис Буххолц | бас китара, беквокали                   |
| Херман Раребел  | ударни, перкусии, беквокали             |